# Slagteren
Slagteren (fransk: Le Boucher) er en fransk-italiensk thriller fra 1970 skrevet og instrueret af Claude Chabrol. Filmen handler om forholdet mellem en ung, kvindelig skolelærer i en fransk landsby og byens slagter samtidig med, at der i byens omegn begås nogle mord på unge kvinder. Filmen vandt det følgende år Bodilprisen for bedste europæiske film.

## Handling
Hélène (Stéphane Audran) er den unge, ensomme, lidt naive kvindelige lærer i en lille landsby. Hun er vellidt i byen og af sine elever. Ved et landsbybryllup i filmens begyndelse for Léon (Mario Beccara), Hélènes kollega, får hun som bordherre byens slagter, Popaul (Jean Yanne), der er ungkarl og ganske charmerende. Han har været i krig i både Algeriet og Indokina, hvor han har oplevet død og tortur. Efterhånden opbygger de et nært venskab, der dog forbliver platonisk, idet Hélène stadig plejer de mentale sår efter et tidligere, mislykket forhold. 
På en ekskursion med sin klasse til nogle huler i omegnen finder Hélène det seneste offer for en seriemorder, der er på spil på egnen. Offeret viser sig at være Léons kone, og da Hélène nær offeret finder Popauls lighter, frygter hun, at hendes ven er morderen. Hun skjuler lighteren for politiet og ånder lettet op, da hun i forbindelse med et besøg af Popaul ser, at han fortsat har sin lighter. Det er dog kun en midlertidig lettelse, da hun senere gør en ny opdagelse, der gør Popaul til den sandsynlige morder.
Da han til sidst forstår, at Hélène kender til hans makabre hemmelighed, opsøger Popaul læreren medbringende en af sine slagterknive. Han indser, at han ikke længere kan opnå hendes kærlighed, og retter derfor kniven mod sig selv. Hélènes følelser for Popaul vækkes herved, og hun hjælper ham ud i sin bil og kører ham til hospitalet, hvor hans skæbne indhenter ham. Efter deres første og eneste kys dør han. Tilbage sidder Hélène og tænker over sin skæbne.

## Medvirkende
- Stéphane Audran – Helene.
- Jean Yanne – Popaul.
- Antonio Passalia – Angelo.
- Mario Beccara – Léon.
- Roger Rudel – Kommissær Grumbach.

## Filmens temaer
Christian Braad Thomsen skriver om Slagteren, at Chabrol blandt andet arbejder med polariteten mellem kærlighed og drab, der fx viser sig ved, at Popaul i sit forsøg på at tilnærme sig Hélène giver hende en gave, der ligner en stor buket blomster, men viser sig at være en blodig lammekølle. Skønt de to hovedpersoner overfladisk set hver især repræsenterer et af disse forhold (Hélène kærligheden og Popaul drabene), så tager de begge den andens karakter til sig, så fx Hélène ved at skjule lighteren beskytter morderen Popaul, og Popaul som en kærlighedsgave til Hélène begår selvmord i en situation, hvor han måske lige så godt kunne have myrdet hende.
Et andet tema er blufærdighed, som begge de to hovedpersoner har over for hinanden. Denne blufærdighed tegner Chabrol også op ved at undlade at vise konkrete udtryk for såvel kærlighed som drab; begge dele antydes kun. I den dramatiske konfrontation mod slutningen, hvor Popaul opsøger Hélène med viden om, at hun kender hans hemmelighed, ser man ikke, at han retter kniven mod sig selv. Hélène, der tror, at hun nu vil blive myrdet, lukker øjnene, og kameraet følger hendes eksempel, så billedet går i sort. Da man kort efter hører Popauls klagen, åbnes kameraet igen.